# Italia 9 Network
Italia 9 Network è una syndication italiana le cui trasmissioni sono iniziate il 22 dicembre 1987.

## Storia
La syndication nacque nel 1987 dall'unione collaborativa di alcuni imprenditori già proprietari di diverse emittenti locali, con lo scopo di fondare un network alternativo alla tv di stato e alle tv commerciali. Il modello base ricalcava grosso modo le altre syndication di tipo generalista fondate più o meno nello stesso periodo, ma con la differenza di non essere capitanata da un unico grosso fondatore, ma da diversi imprenditori che avevano deciso di comune accordo di offrire le loro singole disponibilità per la trasmissione su scala nazionale di un servizio generalista unico.
Ideatore e fondatore del network fu l'imprenditore televisivo Giancarlo Ginepro, fondatore nel 1976 dell'emittente radiotelevisiva Radio Telegarda, con sede a Toscolano Maderno, sulla sponda lombarda del Benaco. Ginepro guidò ininterrottamente Italia 9 Network dalla sua fondazione per circa dodici anni. La scelta del numero "9" nel nome dipese dalla necessità di 'occupare' l'ultimo pulsante del telecomando televisivo disponibile con una sola cifra, dopo la sequenza quasi naturale utilizzata dai telespettatori: le tre reti Rai, le tre Fininvest (oggi Mediaset), Italia 7 (poi divisa in Europa 7 e 7 Gold) e Telemontecarlo (l'attuale LA7). Il jingle di rete era interpretato da Peter Gabriel, il fondatore dei Genesis.
La sede della syndication, con forma sociale consortile, venne stabilita a Milano, in Via Settala. Tra gli imprenditori che parteciparono alla vita di questo consorzio figuravano Rolando Boesso, già fondatore e titolare di Video Bolzano 33 e secondo presidente del Consorzio, Antonio Marano di Rete 55 di Varese, poi dirigente Rai, Roberto Nepote, di Quarta Rete di Torino, in seguito dirigente Rai, Gianfranco Sciscione di Tele Universo e tanti altri piccoli editori che fecero la storia dell'emittenza locale televisiva italiana.
A partire dai primi anni 2010 la syndication è sostanzialmente inattiva, ha continuato solo a produrre sporadicamente il suo telegiornale fino alla totale cessazione.

## Programmi
Il palinsesto base occupava la media di sei ore giornaliere di programmazione suddivisa nell'arco della giornata, che comprendeva notiziari, serie televisive, cartoni animati (già trasmessi su altre emittenti televisive), film, rosari e rubriche d'intrattenimento; tra i conduttori che in passato lavorarono per la syndication, Maurizio Mosca, don Antonio Mazzi e Ana Laura Ribas.
Italia 9 Network acquisì i diritti e trasmise i primi due brani del concerto di Michael Jackson che si tenne a Milano il 18 giugno 1997 allo stadio San Siro.

## Emittenti affiliate
Emilia-Romagna
- Rete 8 VGA
- Video Italia

Umbria
- Tele Editore Fornari

Veneto
- Tele Veneto
- Tele Nord
- Tele Verona

Liguria
- Tele Sanremo

 Trentino-Alto Adige 
- Video Bolzano

 Piemonte 
- Rete 7
- Video Nord

 Valle d'Aosta 
- Rete 7

 Lombardia 
- Radio Telegarda
- Più Blu Lombardia
- Antenna 2

 Toscana 
- Teletruria
- VideoFirenze
- Tele Toscana Nord

 Abruzzo 
- 102 TV
- Telemax
- Teramo TV

 Marche 
- Nuova Teleregione
- Tele 2000

 Lazio 
- Gold TV
- Lazio TV
- Latina Tv
- Ts 2000
- Teleuniverso

 Molise 
- Gold TV

 Puglia 
- Telesveva
- Tele radio città bianca

 Campania 
- Gold TV
- Tele Vomero
- Tv Oggi
- Cds Tv

 Basilicata 
- Telecento

 Calabria 
- Telespazio Tv
- RTI Calabria
- Telemia

 Sardegna 
- Tele Setar
- Nova Televisione

 Sicilia 
- Video Sicilia
- Canale 9
- Telestar
- Tele Radio Studio 98
- Tele Comiso
- Tele 8